# Mychonia flexilinea
Mychonia flexilinea là một loài bướm đêm trong họ Geometridae.